# Slacker Jesus (альбом)
Slacker Jesus (с англ. — «Бездельник Иисус») — дебютный студийный альбом индастриал-группы Society 1. Диск был выпущен в 1999 году на Inzane Records, собственном лейбле фронтмена коллектива — Мэтта Зэйна. Альбом получил широкое освещение в прессе посредством таких СМИ как MTV, Billboard, Rolling Stone и ряда других. Внимание к релизу в немалой степени обязано предыдущей карьере Зэйна: в прошлом он был известным порно-режиссёром.

## Список композиций
| №   | Название               | Автор(ы)  | Длительность |
| --- | ---------------------- | --------- | ------------ |
| 1.  | «Get My Back»          | Society 1 | 3:40         |
| 2.  | «Slacker Jesus»        | Society 1 | 2:50         |
| 3.  | «Let’s Do It»          | Society 1 | 2:57         |
| 4.  | «Wretched»             | Society 1 | 3:02         |
| 5.  | «Give»                 | Society 1 | 2:52         |
| 6.  | «Immortal Facade»      | Society 1 | 2:36         |
| 7.  | «Look At Your Life»    | Society 1 | 3:12         |
| 8.  | «Push It Through»      | Society 1 | 4:00         |
| 9.  | «So It Dies»           | Society 1 | 3:50         |
| 10. | «Fuck You»             | Society 1 | 2:36         |
| 11. | «Help Me»              | Society 1 | 3:19         |
| 12. | «Thinking Is The Link» | Society 1 | 3:47         |
| 13. | «Living»               | Society 1 | 2:51         |
| 14. | «Struggle Free»        | Society 1 | 6:22         |

## Участники записи
- Мэтт Зэйн — вокал
- Джастин Рейнольдс — бас-гитара, бэк-вокал
- Джейм Поттер — ударные
- Девин Норрис — гитара
- Эрик Грегори — диджей

## Музыкальный стиль
Альбом был воспринят неоднозначно. Эдриэн Бромли оценил креативность Мэтта Зэйна касательно структуры песен, но в целом отметил, что альбом мог быть гораздо лучше. Звучание Society 1 сравнивалось по стилистике с Fear Factory, Мэрилином Мэнсоном и поздними Ministry. Немецкий журнал Rock Hard охарактеризовал Slacker Jesus как «14 песен напряжённого брутального индастриала».
Impact Press благосклонно отнеслись к пластинке, оценив её уровень как выше среднего: «элементы электроники напоминали о приближающемся новом тысячелетии, но даже без неё Society 1 всё равно можно слушать»..